# Kanadas Grand Prix 2019
Kanadas Grand Prix 2019, officiellt Formula 1 Pirelli Grand Prix Du Canada 2019, var ett Formel 1-lopp som kördes 9 juni 2019 på Circuit Gilles Villeneuve i Montréal i Kanada. Loppet var det sjunde av sammanlagt tjugoen deltävlingar ingående i Formel 1-säsongen 2019 och kördes över 70 varv. Sebastian Vettel var först över mållinjen, 1,34 sekunder före Lewis Hamilton, men placerade sig på andra plats i resultatlistan efter att ha fått ett tidstillägg på 5 sekunder. Vettel fick tidstillägget för att på ett oaktsamt sätt kört tillbaka ut på banan efter en mindre avåkning och tvingat Hamilton av banan.

## Resultat

### Kval
| KR. | Nr | Förare             | Konstruktör               | Q1       | Q2        | Q3        | Grid  |
| --- | -- | ------------------ | ------------------------- | -------- | --------- | --------- | ----- |
| 1   | 5  | Sebastian Vettel   | Ferrari                   | 1.11,200 | 1.11,142  | 1.10,240  | 1     |
| 2   | 44 | Lewis Hamilton     | Mercedes                  | 1.11,518 | 1.11,010  | 1.10,446  | 2     |
| 3   | 16 | Charles Leclerc    | Ferrari                   | 1.11,214 | 1.11,205  | 1.10,920  | 3     |
| 4   | 3  | Daniel Ricciardo   | Renault                   | 1.11,837 | 1.11,532  | 1.11,071  | 4     |
| 5   | 10 | Pierre Gasly       | Red Bull Racing-Honda     | 1.12,023 | 1.11,196  | 1.11,079  | 5     |
| 6   | 77 | Valtteri Bottas    | Mercedes                  | 1.11,229 | 1.11,095  | 1.11,101  | 6     |
| 7   | 27 | Nico Hülkenberg    | Renault                   | 1.11,720 | 1.11,553  | 1.11,324  | 7     |
| 8   | 4  | Lando Norris       | McLaren-Renault           | 1.11,780 | 1.11,735  | 1.11,863  | 8     |
| 9   | 55 | Carlos Sainz Jr.   | McLaren-Renault           | 1.11,750 | 1.11,572  | 1.13,981  | 11a   |
| 10  | 20 | Kevin Magnussen    | Haas-Ferrari              | 1.12,107 | 1.11,786  | Ingen tid | Depåb |
| 11  | 33 | Max Verstappen     | Red Bull Racing-Honda     | 1.11,619 | 1.11,800  | 0         | 9     |
| 12  | 26 | Daniil Kvyat       | Scuderia Toro Rosso-Honda | 1.11,965 | 1.11,921  | 0         | 10    |
| 13  | 99 | Antonio Giovinazzi | Alfa Romeo Racing-Ferrari | 1.12,122 | 1.12,136  | 0         | 12    |
| 14  | 23 | Alexander Albon    | Scuderia Toro Rosso-Honda | 1.12,020 | 1.12,193  | 0         | 13    |
| 15  | 8  | Romain Grosjean    | Haas-Ferrari              | 1.12,109 | Ingen tid | 0         | 14    |
| 16  | 11 | Sergio Pérez       | Racing Point-BWT Mercedes | 1.12,197 | 0         | 0         | 15    |
| 17  | 7  | Kimi Räikkönen     | Alfa Romeo Racing-Ferrari | 1.12,230 | 0         | 0         | 16    |
| 18  | 18 | Lance Stroll       | Racing Point-BWT Mercedes | 1.12,266 | 0         | 0         | 17    |
| 19  | 63 | George Russell     | Williams-Mercedes         | 1.13,617 | 0         | 0         | 18    |
| 20  | 88 | Robert Kubica      | Williams-Mercedes         | 1.14,393 | 0         | 0         | 19    |

| Vidare från första kvalrundan ▬▬ Vidare från andra kvalrundan ▬▬ |

107 %-gränsen: 1.16,184
Källor:
- ^a  Carlos Sainz Jr. bestraffades med tre platsers nedflyttning på startgriden efter att hindrat Alexander Albon under kvalet.[9]
- ^b  Kevin Magnussen startade från depån efter att golvet bytts på hans bil efter en krasch under kvalet. Han bestraffades även med 15 platsers nedflyttning på startgriden. 10 platser för byte av styrenhet (Control Electronics) och 5 platsers nedflyttning för ett icke chemalagt byte av växellåda.

### Lopp
| Pos. | Nr | Förare             | Konstruktör               | Varv | Tid         | Grid | P     |
| ---- | -- | ------------------ | ------------------------- | ---- | ----------- | ---- | ----- |
| 1    | 44 | Lewis Hamilton     | Mercedes                  | 70   | 1:29.07,084 | 2    | 25    |
| 2    | 5  | Sebastian Vettel   | Ferrari                   | 70   | +3.658      | 1    | 18    |
| 3    | 16 | Charles Leclerc    | Ferrari                   | 70   | +4.696      | 3    | 15    |
| 4    | 77 | Valtteri Bottas    | Mercedes                  | 70   | +51.043     | 6    | 12+1c |
| 5    | 33 | Max Verstappen     | Red Bull Racing-Honda     | 70   | +57.655     | 9    | 10    |
| 6    | 3  | Daniel Ricciardo   | Renault                   | 69   | +1 varv     | 4    | 8     |
| 7    | 27 | Nico Hülkenberg    | Renault                   | 69   | +1 varv     | 7    | 6     |
| 8    | 10 | Pierre Gasly       | Red Bull Racing-Honda     | 69   | +1 varv     | 5    | 4     |
| 9    | 18 | Lance Stroll       | Racing Point-BWT Mercedes | 69   | +1 varv     | 17   | 2     |
| 10   | 26 | Daniil Kvyat       | Scuderia Toro Rosso-Honda | 69   | +1 varv     | 10   | 1     |
| 11   | 55 | Carlos Sainz Jr.   | McLaren-Renault           | 69   | +1 varv     | 11   | 0     |
| 12   | 11 | Sergio Pérez       | Racing Point-BWT Mercedes | 69   | +1 varv     | 15   | 0     |
| 13   | 99 | Antonio Giovinazzi | Alfa Romeo Racing-Ferrari | 69   | +1 varv     | 12   | 0     |
| 14   | 8  | Romain Grosjean    | Haas-Ferrari              | 69   | +1 varv     | 14   | 0     |
| 15   | 7  | Kimi Räikkönen     | Alfa Romeo Racing-Ferrari | 69   | +1 varv     | 16   | 0     |
| 16   | 63 | George Russell     | Williams-Mercedes         | 68   | +2 varv     | 18   | 0     |
| 17   | 20 | Kevin Magnussen    | Haas-Ferrari              | 68   | +2 varv     | Depå | 0     |
| 18   | 88 | Robert Kubica      | Williams-Mercedes         | 67   | +3 varv     | 19   | 0     |
| RET  | 23 | Alexander Albon    | Scuderia Toro Rosso-Honda | 59   |             | 13   | 0     |
| RET  | 4  | Lando Norris       | McLaren-Renault           | 8    |             | 8    | 0     |

| Förare och stall som tog poäng ▬▬ |

Källor:
- ^c  – Valtteri Bottas fick en extrapoäng för snabbaste varv.

## Poängställning efter loppet
| Position  | 1    | 2    | 3    | 4    | 5    | 6   | 7   | 8   | 9   | 10  | Snabbaste varv |
| Poäng (p) | 250p | 180p | 150p | 120p | 100p | 80p | 60p | 40p | 20p | 10p | 10p            |

| Pos. | Förare            | Stall                     | Poäng |
| ---- | ----------------- | ------------------------- | ----- |
| 1    | Lewis Hamilton    | Mercedes                  | 162   |
| 2    | Valtteri Bottas   | Mercedes                  | 133   |
| 3    | Sebastian Vettel  | Ferrari                   | 100   |
| 4    | Max Verstappen    | Red Bull-Honda            | 88    |
| 5    | Charles Leclerc   | Ferrari                   | 72    |
| 6    | Pierre Gasly      | Red Bull-Honda            | 36    |
| 7    | Carlos Sainz, Jr. | McLaren-Renault           | 18    |
| 8    | Daniel Ricciardo  | Renault                   | 16    |
| 9    | Kevin Magnussen   | Haas-Ferrari              | 14    |
| 10   | Sergio Pérez      | Racing Point-BWT Mercedes | 13    |
| 11   | Kimi Räikkönen    | Alfa Romeo Racing-Ferrari | 13    |
| 12   | Lando Norris      | McLaren-Renault           | 12    |
| 13   | Nico Hülkenberg   | Renault                   | 12    |
| 14   | Daniil Kvyat      | Toro Rosso-Honda          | 10    |
| 15   | Alexander Albon   | Toro Rosso-Honda          | 7     |
| 16   | Lance Stroll      | Racing Point-BWT Mercedes | 6     |
| 17   | Romain Grosjean   | Haas-Ferrari              | 2     |

| Pos. | Stall                     | Poäng |
| ---- | ------------------------- | ----- |
| 1    | Mercedes                  | 295   |
| 2    | Ferrari                   | 172   |
| 3    | Red Bull-Honda            | 124   |
| 4    | McLaren-Renault           | 30    |
| 5    | Renault                   | 28    |
| 6    | Racing Point-BWT Mercedes | 19    |
| 7    | Toro Rosso-Honda          | 17    |
| 8    | Haas-Ferrari              | 16    |
| 9    | Alfa Romeo Racing-Ferrari | 13    |